# 나카무라 유타 (축구 선수)
나카무라 유타(일본어: 中村 勇太, 1999년 7월 6일~)는 일본의 축구 선수이다.

## 구단 경력
그는 2022년 일본 풋볼 리그의 베르스파 오이타에 입단했고, 2년동안 팀에서 뛰었다. 2024년 J3리그의 아술 클라로 누마즈로 이적했다.